# Paroles de sourds
 (mai 2025).
Motif : Peu de sources montrant la notoriété de cette bande dessinée.
- Archive Wikiwix
- Bing
- Cairn
- DuckDuckGo
- E. Universalis
- Gallica
- Google
- G. Books
- G. News
- G. Scholar
- Persée
- Qwant
- (zh) Baidu
- (ru) Yandex
- (wd) trouver des œuvres sur Wikidata

| 1. | Préciser le motif de la pose du bandeau. | Précisez le motif de la pose du bandeau en utilisant la syntaxe suivante : {{admissibilité à vérifier\|date=mai 2025\|motif=remplacez ce texte par le motif}}                          |
| 2. | Informer les utilisateurs concernés.     | Pensez à avertir le créateur de l'article, par exemple, en insérant le code ci-dessous sur sa page de discussion : {{subst:avertissement admissibilité à vérifier\|Paroles de sourds}} |

Paroles de sourds est un album de bande dessinée en noir et blanc, élaboré avec l'association blésoise BD Boum. Il fait partie de la série Paroles de...
- Scénario : Éric Corbeyran
- Dessins : Aris, Olivier Berlion, Bouillez, Pierre Christin, Jean-Luc Cornette, Coudray, Étienne Davodeau, David De Thuin, Édith, Richard Guérineau, Hyuna, Karo, Manu Larcenet, Régis Lejonc, Mo/CDM, Moreno, Thierry Murat, Riff, Tronchet, Verlaine et Laurent Verron[réf. nécessaire].

## Publication
- Delcourt (Collection Encrages) (2005)  (ISBN 2-7560-0014-0)